# Max Warmerdam
Pour les articles homonymes, voir Warmerdam.
Max Warmerdam est un joueur d'échecs néerlandais né le 30 mars 2000 à Tegelen aux Pays-Bas, grand maître international depuis 2021.
Au 1er août 2024, il est le troisième joueur néerlandais et le 51e joueur mondial avec un classement Elo de 2 676 points.

## Carrière d'échecs
Max Warmerdam apprend les règles de base des échecs auprès de son père. À l'âge de cinq ans, il est autorisé à participer à des cours d'échecs dans son école primaire. Il y reçoit des cours d'échecs de Henk van Nieuwenborg jusqu'à l'âge de douze ans. À l'âge de sept ans, il devient membre du club Tegelen SV. Quelques années plus tard, il est membre du Venlo SV. Il joue également au handball toutes les semaines. Dès l'âge de douze ans, se consacre aux échecs et abandonne le handball. Ses entraîneurs d'échecs sont successivement Boris Friesen, Frank Erwich et Loek van Wely.
En 2012, Max Warmerdam remporte ses premiers titres nationaux au championnat des Pays-Bas de parties rapides et à celui de blitz, dans sa catégorie d'âge. Il conserve ces titres en 2013. En 2014 et 2015, Max Warmerdam remporte le championnat national de la jeunesse (en néerlandais : Nationaal Jeugdkampioenschap), qui se déroule à Rotterdam. En 2014, il remporte aussi le championnat d'échecs de la jeunesse néerlandais (en néerlandais : Open Nederlandse Jeugdschaak Kampioenschappen (ONJK) qui se déroule à Borne.

## Parcours échiquéen
En janvier 2019, il remporte le groupe TOP du tournoi Tata Steel qui se déroule à Wijk aan Zee ce qui lui ouvre les portes du tournoi des Challengers en 2020. En août 2019, il remporte également l'open de Split, en Croatie. Le 1er octobre 2019, Warmerdam atteint la barre des 2500 points Elo. En décembre de la même année, il est nommé sportif de l'année de la commune de Venlo.
En janvier 2020, Max Warmerdam joue le tournoi des Challengers du Tata Steel. Après un départ mitigé, il s'impose dans les deux dernières rondes contre le futur vainqueur du tournoi, l'Espagnol David Anton Guijarro, et contre l'ancien champion des Pays-Bas Jan Smeets. Il termine douzième, avec 4,5 points en treize matches. La même année, il joue l'Olympiade en ligne de 2020 avec l'équipe néerlandaise.
Lors de l'open de Vergani, en 2021, il réalise une partie remarquée avec un sacrifice de dame contre l'Allemande Annmarie Mütsch.
En janvier 2021, Max Warmerdam est secondant de Jorden van Foreest au tournoi Tata Steel, lorsque ce dernier devient le premier néerlandais à remporter le célèbre tournoi en plus de 80 ans.

## Titres échiquéens internationaux
En février 2016, Max Warmerdam réalise sa première norme de maître international dans un tournoi de jeunes qui se déroule à Wachtebeke, en Belgique. Il devient maître international en juin 2018.
Max Warmerdam réalise ensuite sa première norme de grand-maître international lors du championnat des Pays-Bas d'échecs en 2018/2019 dans laquelle il joue dans l'équipe première de Schaakstad Apeldoorn. Il réalise sa deuxième norme en décembre 2020 et sa troisième en janvier 2021, à chaque fois à Bassano del Grappa, en Italie. Il remporte d'ailleurs ce dernier tournoi.
Après Paul van der Sterren et Martijn Dambacher, Max Warmerdam est le troisième limbourgeois à obtenir le titre de grand maître international.